# William E. Cameron

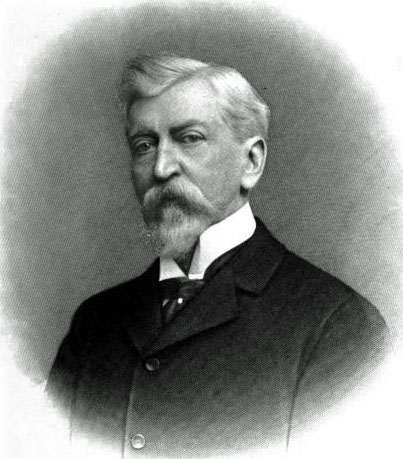
W. E. Cameron

William Evelyn Cameron (* 29. November 1842 in Petersburg, Virginia; † 25. Januar 1927 im Louisa County, Virginia) war ein US-amerikanischer Politiker und von 1882 bis 1886 Gouverneur des Bundesstaates Virginia.

## Frühe Jahre
William Cameron besuchte die öffentlichen Schulen seiner Heimat. Im Jahr 1857 zog er nach Hillsboro in North Carolina. Dort studierte er am North Carolina Military Institute. Im Jahr 1860 wechselte er an das Washington College in St. Louis in Missouri, wo er sich auf eine Ausbildung an der US-Militärakademie in West Point vorbereitete. Der Ausbruch des Amerikanischen Bürgerkriegs verhinderte aber diesen Plan.

## Bürgerkrieg und Aufstieg
Bei Kriegsausbruch trat er in St. Louis in eine Einheit der Konföderation ein. Er wurde gefangen genommen, konnte aber entfliehen und in Virginia erneut einer militärischen Einheit der Konföderierten Staaten beitreten. Für den Rest des Krieges kämpfte er in den Reihen der Südstaatenarmee, in der er es bis zum Captain brachte. Nach dem Ende des Krieges studierte William Cameron Jura und wurde 1866 als Rechtsanwalt zugelassen. Gleichzeitig wurde er journalistisch tätig. Er wurde Verleger der Zeitung Petersburg Daily News und war später am Petersburg Daily Index beteiligt. Außerdem publizierte er in Zeitungen in Norfolk und Richmond. In seinen Artikeln vertrat er die Ansichten der neugegründeten Conservative Party von Virginia. Zwischen 1876 und 1882 war Cameron Bürgermeister der Stadt Petersburg. Im Jahr 1882 wurde er als Kandidat der Readjuster Party zum neuen Gouverneur seines Staates gewählt. Er sollte der einzige Gouverneur dieser Partei in Virginia bleiben.

## Gouverneur von Virginia
William Cameron trat sein neues Amt als Gouverneur von Virginia am 1. Januar 1882 an. Entsprechend dem Wahlprogramm seiner Partei reduzierte er die Vorkriegsschulden Virginias und verbesserte das Bildungssystem, indem er den entsprechenden Haushalt erhöhte. Er schaffte die Voraussetzungen für die spätere Gründung der Virginia State University und des Central State Hospital. Beide Einrichtungen sollten vor allem der schwarzen Bevölkerung zugutekommen. Auch die „Poll Tax“-Gesetze wurden zurückgenommen. Allerdings sollten sie später, wie überall in den Südstaaten, wieder eingeführt werden und bis weit in das 20. Jahrhundert in Kraft bleiben. Für die Landwirtschaft gewährte Camerons Regierung Steuererleichterungen. Gleichzeitig löste seine Personalpolitik Unmut in Virginia aus, weil Cameron seinen Freunden Regierungsämter verschaffte und seine Gegner aus dem öffentlichen Dienst entließ.

## Weiterer Lebenslauf
Nach dem Ablauf seiner Amtszeit am 1. Januar 1886 wurde Cameron in Petersburg als Rechtsanwalt tätig. Er war als Historiker während der Kolumbusausstellung in Chicago angestellt. In den Jahren 1901 bis 1902 war er Delegierter auf einer Versammlung zur Überarbeitung der Staatsverfassung von Virginia. Nachdem er 1906 nach Norfolk gezogen war, wurde er bis 1912 Mitglied der Redaktion der Zeitung Norfolk Virginian-Pilot. Er schrieb außerdem ein Buch über die Kolumbusausstellung und eine Biographie von Robert E. Lee.
William Cameron war seit 1868 mit Louisa Egerton (1846–1908) verheiratet, mit der er drei Kinder hatte. Er starb im Januar 1927 bei einem seiner Söhne im Louisa County in Virginia und wurde in Petersburg beigesetzt.